# Internet2
Internet2 je projekt vybudování nové vysokorychlostní sítě v USA, který přinese zejména vysokým školám možnost využívat nejmodernější technologie. Nejedná se tedy o vznik zcela nové sítě. Z původních 34 členů amerických univerzit má síť dnes již více než 150 členů a to jak vnitřní sítě tak i mnoha partnerských institucí. Dnes už infrastruktura sítě pokrývá celé Spojené státy. Obsluhu sítě zajišťují skupiny. Ty mají jasně definované oblasti svých povinností (správu sítě, kvalitu služeb, měření a podobně).

## Hlavní cíle
- vytvořit síť s parametry na hranici technických možností pro potřeby výzkumu a vzdělávání
- umožnit a podílet se na vývoji nové generace aplikací
- napomáhat šíření nových služeb a aplikací do prostředí běžného internetu, a to i v mezinárodním měřítku

## Iniciativy a projekty
Důležitou složku tvoří tak zvané iniciativy Internetu2. Zaměřují se na výzkum a praktické nasazení nových služeb. V současnosti existují následující iniciativy:
- DSI (Distributed Storage Infrastructure) (Distribuovaná úložná infrastruktura) – Zabývá se replikovaným umisťováním internetového obsahu a aplikací. V jejím rámci je provozován distribuovaný systém serverů se shodným obsahem. Uživatelské požadavky jsou automaticky směrovány na nejbližší z nich.
- DVN (Digital Video Network) (Digitální video síť) – Předmětem zájmu této iniciativy jsou přenosy videosignálu všeho druhu – živé či archivní, proudové či interaktivní. Do její kompetence patří největší datové toky, např. přenos HDTV signálu ve studiové kvalitě napříč USA běžnou sítí bez rezervace kapacit. Kromě vlastního přenosu se zabývá také budováním videoknihoven a získáváním videomateriálů pro členy Internetu2.
- QBone – Služby se zaručenou kvalitou jsou jedním z často citovaných témat. Iniciativa QBone zajišťuje testovací platformu pro jejich vývoj a nasazení.
- Shibboleth – (vysl. šibolet) softwarový balík typu opensource pro jednotné přihlášení na web (single sign-on) k aplikacím jedné nebo více organizací. Umožňuje organizacím povolovat svým uživatelům individuální přístup k chráněným online zdrojům tak, že citlivé autentizační údaje uživatele neopouští domovskou síť. Uživatel přitom používá pouze jedno heslo pro přístup k více aplikacím. Shibboleth[1] používají akademické i komerční organizace.[2][3]

Tyto iniciativy doslova pracují se službami budoucnosti. Na Internet2 lze pohlížet z pohledu rychlosti jako na síť nové generace.

## Infrastruktura
Základem Internetu2 je vysokorychlostní páteřní síť. Tato páteřní síť byla nazvána Abilene a pokrývá ve dvou navzájem se zálohujících větvích celé území USA. Ve významných akademických centrech jsou vybudovány přístupové body nazvané gigaPoPs. Jejich prostřednictvím se připojují jednotliví členové.

## Spolupráce s Evropou
Tematická příbuznost Internetu2 s projekty evropských páteřních sítí je patrná na první pohled. Z ní se také odvíjí jejich vzájemná spolupráce. Řada pracovních skupin obou projektů má podobné zaměření a jejich členové spolu čile komunikují.
Z hlediska technologického jsou sítě Abilene a GÉANT (evropská síť) navzájem propojeny okruhem s parametry odpovídajícími jejich infrastruktuře. Díky tomu mohou jejich uživatelé plnohodnotně spolupracovat.

## Historie páteřních sítí
Jako spousta věcí i Internet resp. Internet2 vyšel z potřeb uživatelů. Internet byl založen na komunikaci počítačů přes síť. Jeden z prvních významnějších příkladů z takové sítě byla ARPANET. Spojováním podobných sítí jako Arpanet vznikl Internet. A postupně se vyvinul v to co je dnes. První kdo využíval internet byly vlády a univerzity. Ty také jako první přerostly omezenou šířku pásma. Z důvodů širšího pásma dala tvorbě nové vysokorychlostní páteřní sítě. Tu začala tvořit Státní vědecká nadace a MCI, telekomunikační společnost. Byla nazvána VBNS. V roce 1995 měla tak plnit nároky státních amerických institucí a jejich superpočítačů. Tato páteřní síť se časem přerodila v Internet2. Od roku 1995 se samozřejmě navyšuje rychlost celé páteřní sítě.

## Chronologické události
- 1996 – Založení organizace Internet2
- Duben 1998 – Abileneova síť oznámena v Bílém domě.
- Únor 1999 – Dokončena 2,5 Gbit/s páteřní síť
- 29. března 2000 – Rychlost sítě byla navýšena na 8,4 Gbit/s a byl uskutečněn po 81 s přenos 957 Mbit/s
- 2004 – Rychlost Abileneovy sítě byla navýšena na 10 Gbit/s
- 20. února 2006 – Uskutečněn přenos 8,8 Gbit/s na vzdálenost 30 000 km po 45 min.
- 31. prosince 2006 – Znovu navýšen rekord na 9,08 Gbit/s na vzdálenost 30 000 km po dobu 5 hodin
- 10. října 2007 – Navýšena rychlost páteřní sítě na 100 Gbit/s